# 晃次郎
晃次郎（てるじろう）は、日本の漫画家・イラストレーター。

## 略歴
主にゲイ雑誌で作品を発表している。2007年に『Badi』で漫画を発表し、その後2009年に『G-men』の「男絵大賞」にて大賞を受賞。以降は両誌を初め、『コミックG.G.』や『SUPER SM-Z』でも作品を発表した。なお、当初は「MASA」というペンネームだったが、2010年後半から現在のペンネームで作品が掲載されている。
2013年に初の画集『晃次郎 極彩色野郎画集』が配信され、2015年には過去７年間の読み切り漫画をまとめた初の単行本『激情男児!!』が出版された。商業誌だけでなく同人誌でも作品を発表しており、「てるじろう印のきび団子」というサークルで活動を行っている。

## 作風
眉毛や鼻梁の太い筋骨隆々とした男性を主に描いており、「ガタイ系男子を描かせたらピカイチ」と評価されている。そういったたくましいキャラクターをセクシーに描写する見事さで人気を集めており、「次代のエース漫画家」「ゲイコミック界の実力派新鋭」とも称される。
作品内容については、男同士の恋愛を扱ったものから凌辱を含むものまでバラエティ豊かに描いている。そのほか、官能小説の挿絵では、いわゆる体育会系ものを担当する場合が多い。

## 作品

### 単行本・画集
- 激情男児!! 晃次郎短編漫画集 （古川書房 2015年3月） ISBN 978-4-89236-490-7
- 晃次郎 極彩色男絵画集 第1集 （古川書房 2013年） ※電子書籍
- 晃次郎 極彩色男絵画集 第2集 （メディレクト 2016年） ※電子書籍
- 晃次郎 男絵画集 vol.3 （メディレクト 2018年）※電子書籍
- 晃次郎イラスト集①（2019年）※電子書籍

### 漫画
G-men
- スーパーサブにて候／原作：BEN （177号 2010年10月）
- オス蜂の蜜／原作：夏田涼介 （188号 2011年9月）
- 露出対決／原作：夏田涼介 （189号 2011年10月）
- 動画背信／原作：居向田太牟 （235号  2015年8月～  ）

コミックG.G.
- 主将命令／原作：居向田太牟 （No.01 2011年2月）
- 主将の穴 （No.10 2013年5月）
- ハッテン家族／原作：白井水十 (No.11　2013年8月）
- ナルシストな既婚マッチョが公園でオナニーしていたら （No.13  2014年6月） ※SUPER SM-Z No.33に掲載された物に加筆修正

SUPER SM-Z
- 夢に見るレイプ (No.30 2012年3月）
- ナルシストな既婚マッチョが公園でオナニーしていたら （No.33 2012年12月）

Badi
- とんだ１日 （2007年9月号） ※MASA名義
- 弟の居ぬ間になんとやら （2012年10月号） ※同人誌の先行公開版
- Trick or Treat （2013年12月号）
- ろくでなしの恋 （2014年7月号）
- 読者性交絵日記 （連載期間：2015年1月号～ ※休載あり）
- 俺の幼馴染み（2016年8月号）
- ウインター・ラヴ（2017年2月号）
- 俺の上京物語（2017年5月号）
- 夏祭りの夜（2017年10月号）

### 同人誌
- 新入社員は誰のもの？／原案：春日 （野郎フェス2012 2012年5月）
- 弟の居ぬ間になんとやら／原案：春日 （CC大阪91内プチオンリー野郎フェス大阪秋の陣 2012年10月）
- 下剋上に挑戦！／原案：春日 （肉だらけ！ガ☆チンコ武闘会 2013年3月）
- 「……」 （コミックマーケット84 2013年8月） ※合同誌
- 縛悶（コミックマーケット90 2016年8月） ※合同誌

### イラスト
- 残業 （G-men167号 2009年12月） ※MASA名義
- 肉体労働 （G-men178号 2010年11月）
- 敏腕刑事の取り調べ （G-men182号 2011年3月）
- ガチリーマンの長い夜 （G-men207号 2013年4月）

### 挿絵
G-men
- 路上射精コースあり／夏田涼介 （173号 2010年6月） ※MASA名義
- 肉欲系男子 前編／武藤俊介 （177号 2010年10月）
- 肉欲系男子 後編／武藤俊介 （178号 2010年11月）
- 反則行為 前編／居向田太牟 （208号 2013年5月）
- 反則行為 後編／居向田太牟 （209号 2013年6月）
- 体育会汗野郎集団／尾上桂治 （210号 2013年7月）
- 緊縛の大帝／夏田涼介 （212号 2013年9月）
- 猛筋類／武藤俊介 （213号 2013年10月）
- 肉体改造計画／夏田涼介 （214号 2013年11月）
- 俺とアイツの十年目／城平海 （215号 2013年12月）
- オラネコ大和の特急便／白井水十 （216号 2014年1月）
- 飛脚男子／白井水十 （216号 2014年1月）
- 雄汁キャッチャー／武藤俊介 （217号 2014年2月）
- 金玉の誘惑／武藤俊介 （218号 2014年3月）
- 肉奴隷主将 シーズン2／武藤俊介 （連載期間：219号～223号 2014年4月～2014年8月）
- 鍛錬盛夏 前編／居向田太牟 （224号 2014年9月）
- 鍛練盛夏 後編／居向田太牟 （225号 2014年10月）
- 肉奴隷主将 シーズン3／武藤俊介 （連載期間：226号～233号 2014年11月～2015年6月）
- 飛脚男子 再配達／白井水十 （228号 2015年1月）
- 肉奴隷主将  シーズン4／武藤俊介（連載期間：237号～ 2015年10月）

SUPER SM-Z
- バーでの集団陵辱／南風鈴 (No.27 2011年6月)

Badi
- 体の声／樋口めぐむ (2008年3月号) ※MASA名義
- ミッドナイトコール／樋口めぐむ (2008年5月号) ※MASA名義
- 窓の向こう／樋口めぐむ (2008年8月号) ※MASA名義
- ふたりの事情～ラガーマンふたりの性事情～／優すけ （2013年3月号）
- 憧れの上司とラブホテル♪／佐々木大介（2013年8月号）
- トライアウト 前編／佐々木大介 （2014年10月号）
- トライアウト 後編／佐々木大介 （2014年11月号）
- 予兆／小玉オサム（2016年5月号）
- 電マ、その愛／小玉オサム（2017年3月号）
- 若い背中／小玉オサム（2017年9月号）
- チューバーズ／居向田太牟（2017年11月号）
- エアビー／松本たお（2018年2月号）
- 部長の恋人／一戦（2018年5月号）
- アゲ☆Chin／樋口めぐむ（2018年6月号）
- 親子丼／小玉オサム（2018年7月号）
- 暑苦しい男／小玉オサム（2018年10月号）
- 大きなもみの木の下で／一戦（2019年1月号）
- 息子に欲情するダメ親父／鬼塚源（2019年2月号）
- オマンコみたいなケツの穴／小玉オサム（2019年3月号）

同人誌
- 裏・隼通信 夏合宿準備号／武藤俊介（2017年6月）
- ガテン先輩と俺と先輩／ジン太（漢祭 第2号 2017年6月）
- ガテン先輩と俺と先輩2／ジン太（漢祭 第3号 2017年8月）
- 本間先輩とデブマッチョ晴久先生の極秘強化合宿／武藤俊介（2018年4月）
- 巨漢淫獣バトル！仁義なき性戦！／武藤俊介（2019年5月）
- 裏・隼通信 夏合宿中間報告号／武藤俊介（2020年5月）
- 読本・裏隼通信3／武藤俊介（2022年5月）
- 肉奴隷主将登場人物辞典／武藤俊介（2023年5月）

電子書籍
- 本間先輩の肉欲営業日誌1／武藤俊介（ 2015年11月）
- 本間先輩の肉欲営業日誌2／武藤俊介（ 2016年4月）
- 肉奴隷主将 最狂の陵辱者1／武藤俊介（2016年7月）
- 肉奴隷主将 最狂の陵辱者2・3／武藤俊介（2016年10月）
- 本間先輩の肉欲営業日誌3／武藤俊介（2017年4月）
- ノーサイドセックス／白井水十（2017年4月）
- 肉奴隷主将 恥辱の夏合宿編1／武藤俊介（2017年8月）
- 国王命令／白井水十（2017年11月）
- 肉奴隷主将 恥辱の夏合宿編2／武藤俊介（2017年12月）
- 肉奴隷主将 恥辱の夏合宿編3／武藤俊介（2018年7月）
- 肉奴隷主将 恥辱の夏合宿編4／武藤俊介（2018年12月）
- 肉奴隷主将 恥辱の夏合宿編5／武藤俊介（2019年3月）
- 肉奴隷主将 恥辱の夏合宿編6／武藤俊介（2019年9月）
- 体育教師本剛の実演保健授業／白井水十（2020年1月）
- 肉奴隷主将 恥辱の夏合宿編7／武藤俊介（2020年1月）
- 肉奴隷主将 恥辱の夏合宿編8／武藤俊介（2020年9月）
- 肉奴隷主将 恥辱の夏合宿編9／武藤俊介（2020年12月）
- 肉奴隷主将 恥辱の夏合宿編10／武藤俊介（2021年5月）
- マッチョジジイ漁師と娘婿漁師がいけない関係のようです／白井水十（2021年5月）
- 肉奴隷主将外伝 雄介の処女ケツ喪失秘話／武藤俊介（2021年11月）
- 肉奴隷主将 肉欲の秋季リーグ戦編1／武藤俊介（2022年9月）
- 肉奴隷主将 肉欲の秋季リーグ戦編2／武藤俊介（2023年5月）
- 巨根丸出し未開部族の島に漂着したら妻子持ち族長と異文化交流♂することになった／白井水十（2023年6月）
- 肉奴隷主将 肉欲の秋季リーグ戦編3／武藤俊介（2023年9月）

### その他
- 2014G-men年賀状コレクション (古川書房 2013年12月)